# ناماککل
ناماککل (به انگلیسی: Namakkal) یک منطقهٔ مسکونی در هند است که در بخش نمکل واقع شده‌است. ناماککل ۵۵٬۱۴۵ نفر جمعیت دارد و ۲۱۸ متر بالاتر از سطح دریا واقع شده‌است.